# Спеціальна теорія відносності

Дві системи відліку, одна з яких рухається зі швидкістю відносно іншої

Спеціальна теорія відносності (СТВ) — фізична теорія, опублікована Альбертом Ейнштейном 1905 року. Теорія стверджує, що всі фізичні закони мають однакове формулювання у всіх інерційних системах відліку. Вона фактично замінює класичну механіку Ньютона, яка на той час була несумісною з рівняннями Максвелла з класичної електродинаміки.
«Окрема» або «спеціальна» (останній термін виник в результаті невдалого буквального перекладу німецького слова speziell — окремий) теорія відносності не поширює дію своїх принципів на рух в неінерційних системах відліку та на гравітаційні сили, тому в 1916 році Ейнштейн опублікував нову — загальну теорію відносності, яка пояснювала природу гравітації.

## Передумови до виникнення теорії
Принцип відносності був вперше сформульований Галілео Галілеєм. Відкидаючи застарілу концепцію руху
Арістотеля, він стверджував, що рух, принаймні рівномірний та прямолінійний, відбувається «відносно чогось», і немає ніякої абсолютної системи відліку, відносно якої можна було б відштовхуватись в проведенні фізичних вимірювань. Галілей сформулював певний набір перетворень, які дозволяли переходити між системами відліку, та отримали назву перетворень Галілея. Галілей також сформулював п'ять законів руху.
Після Галілея був Ісаак Ньютон, що зменшив цей перелік до трьох законів.
Все це добре працювало для матеріальних тіл, але залишалась проблема — світло. Ньютон вірив, що світло є «корпускулярним», тобто складається з частинок, але пізніше фізики зрозуміли, що адекватнішим поясненням природи світла є модель поперечних хвиль. Аналогічно тому, як механічні хвилі розповсюджуються в певному середовищі, так і хвилі світла мали би мати його для свого розповсюдження. Це гіпотетичне середовище отримало назву «світлового ефіру». Але воно повинно було б мати дещо незвичні властивості, зокрема бути надзвичайно жорстким, для того щоби забезпечити світлові таку велику швидкість, і в той же самий час бути майже невагомим та непомітним, адже інакше Земля би відчувала його протидію, при русі. Ідея ефіру була в якомусь розумінні відродженням ідеї абсолютної системи відліку — стаціонарної відносно ефіру.
На початку 19 століття світло, електрику та магнетизм стали розуміти як різні аспекти електромагнітного ефірного поля. Рівняння Максвелла доводили, що прискорений рух заряджених об'єктів створює електромагнітне випромінювання, швидкість розповсюдження якого завжди є швидкістю світла. Ці рівняння базувалися на ідеї існування ефіру, в якому швидкість розповсюдження такого випромінювання не змінюється зі зміною швидкості джерела.
Зрозуміло, що фізики намагались виміряти швидкість Землі відносно ефіру. Найвідоміша з таких спроб — експеримент Майкельсона — Морлі. Результати цих експериментів зійшлись в одному: швидкість світла не змінюється зі зміною швидкості спостерігача, тобто має бути інваріантною для всіх спостерігачів.
Ще до появи СТВ, Гендрік Лоренц та інші вже помітили, що прояви електромагнітного поля можуть бути різними в залежності від стану спостерігача. Наприклад, один може не спостерігати магнітного поля в тому ж місці де інший, що рухається відносно першого.
Врешті-решт, коли Лоренц запропонував свої правила перетворень, як альтернативу Галілеєвим, завданням Ейнштейна було вивести їх з фундаментальніших закономірностей без урахування існування ефіру. Ейнштейну хотілось знати, що є інваріантним відносно кожного спостерігача. В спеціальній теорії відносності формули перетворень Лоренца виводяться просто з основ геометрії та теореми Піфагора. Оригінальна теорія була опублікована в праці «До електродинаміки тіл, що рухаються» (1905). Термін «відносність» був запропонований Максом Планком для визначення процесів зміни фізичних законів для спостерігачів, що рухаються один відносно одного.
СТВ зосереджується на дослідженні поведінки об'єктів та спостерігачів, які зостаються в спокої або рухаються зі сталою швидкістю. В цьому випадку говорять, що спостерігач перебуває в інерційній системі відліку. Зміни геометричних розмірів та швидкості плину часу в системах різних спостерігачів можуть бути порівняні за допомогою перетворень Лоренца.
Розповсюджена помилка полягає в тому, що СТВ не може передбачити поведінку тіл, які рухаються з прискоренням (тобто для неінерціальних систем відліку). Але це не зовсім так. СТВ може передбачувати поведінку таких об'єктів за умов нульового або постійного гравітаційного поля, а також у системах відліку, які обертаються. У загальному випадку повинна застосовуватись загальна теорія відносності.

## Постулати спеціальної теорії відносності
Перший постулат (принцип відносності)
| Всяка фізична теорія має бути незмінною математично для будь-якого інерціального спостерігача. Жодна з властивостей Всесвіту не може змінитись, якщо спостерігач змінить стан руху. Закони фізики залишаються однаковими для усіх інерціальних систем відліку. |

Другий постулат (інваріантність швидкості світла)
| Швидкість світла у вакуумі є однаковою для всіх інерціальних спостерігачів в усіх напрямах і не залежить від швидкості джерела випромінювання. Разом з першим постулатом, цей другий постулат еквівалентний тому твердженню, що світло не потребує жодного середовища (такого як ефір) для розповсюдження. |

## Математичне формулювання постулатів СТВ

### Простір-час
Математичний апарат СТВ оперує з трьома просторовими вимірами Всесвіту та часом як з єдиною чотиривимірною сутністю — простором-часом, або простором Мінковського M.
Окремі точки простору-часу символізують події, а фізичним об'єктам відповідають світові лінії, якщо ці об'єкти — точкові частинки, або світовими листами (площинами), якщо ці об'єкти є більшими за точку.
Світова лінія або лист описує рух об'єкта (зміну його позиції в просторі-часі), але такий об'єкт може мати й інші фізичні характеристики, такі як енергія, імпульс, маса, заряд та інші.
Ще одним базовим поняттям спеціальної теорії відносності є інерціальний спостерігач (який може й не відповідати якомусь фізичному об'єктові). Кожний інерціальний спостерігач асоційований з інерціальною системою відліку, яка визначає систему координат {\displaystyle (x_{1},x_{2},x_{3},t)} для подій в просторі-часі M. Ця система також впроваджує формалізм для опису в координатній формі інших фізичних величин (так звані 4-вектори): {\displaystyle (p_{1},p_{2},p_{3},E/c)} для імпульсу та енергії, 4-тензори для електромагнітного поля тощо.
СТВ стверджує, що існує таке перетворення координат, яке встановлює відповідність між координатами однієї інерціальної системи відліку з іншою. Такі перетворення пропонують відповідні рівняння не тільки для просторово-часових координат, але й для енергії, імпульсу та інших фізичних величин.
З другого постулату СТВ випливає, що якщо A та B — дві події з координатами {\displaystyle (x_{1},x_{2},x_{3},t)} та {\displaystyle (y_{1},y_{2},y_{3},\tau )} в одній інерціальній системі відліку та відповідно {\displaystyle (x'_{1},x'_{2},x'_{3},t')} і {\displaystyle (y'_{1},y'_{2},y'_{3},\tau ')} в іншій, то справедливе твердження:
{\displaystyle {\sqrt {(x_{1}-y_{1})^{2}+(x_{2}-y_{2})^{2}+(x_{3}-y_{3})^{2}}}=c(\tau -t)},
тоді й тільки тоді, коли
{\displaystyle {\sqrt {(x'_{1}-y'_{1})^{2}+(x'_{2}-y'_{2})^{2}+(x'_{3}-y'_{3})^{2}}}=c(\tau '-t')}.
У диференціальній формі це твердження еквівалентне інваріантності квадрату приросту просторово-часового інтервалу:
{\displaystyle ds^{2}=c^{2}dt^{2}-dx_{1}^{2}-dx_{2}^{2}-dx_{3}^{2}}
Другий постулат фактично твердить про те, що об'єкт, який рухається зі швидкістю c в одній інерціальній системі відліку, повинен рухатись з такою ж швидкістю у всіх інших інерціальних системах. Також це означає, що другий постулат може бути виведений з першого постулату та рівнянь Максвела.
Другий постулат може бути підсилений твердженням про інваріантність просторово-часового інтервалу у всіх інерціальних системах відліку. З цього випливає, що
{\displaystyle \quad c^{2}(\tau -t)^{2}-(x_{1}-y_{1})^{2}-(x_{2}-y_{2})^{2}-(x_{3}-y_{3})^{2}=c^{2}(\tau '-t')^{2}-(x'_{1}-y'_{1})^{2}-(x'_{2}-y'_{2})^{2}-(x'_{3}-y'_{3})^{2}}
для будь-яких двох подій A та B. З цього рівняння безпосередньо можуть бути виведені рівняння перетворень Лоренца.
Постулати СТВ можуть бути викладені за допомогою математичного формалізму псевдо-ріманових многовидів. Зокрема, другий постулат еквівалентний тому, що чотиривимірний простір-час M є псевдо-рімановим многовидом з лоренцевою метрикою g спеціального виду, яка має назву метрики Мінковського. Така метрика залишається справедливою для будь-якої інерційної системи відліку та розглядається як певна фізична величина в СТВ і трансформується певним чином при переході з однієї системи відліку до іншої.
Перший постулат тоді еквівалентний твердженню про те, що усі закони фізики є інваріантними відносно систем відліку, в яких g є метрикою Мінковського.
Перевагою цього формулювання є те, що тепер стає зручнішим порівнювати спеціальну теорію відносності з загальною теорією відносності, в якій обидва постулати зберігаються, крім твердження про те, що метрика повинна залишатись метрикою Мінковського.
У класичній механіці, де {\displaystyle c\to \infty }, перший постулат залишається незмінним, але математична форма другого постулату змінюється на:
Якщо A та B — дві події з координатами {\displaystyle (x_{1},x_{2},x_{3},t)} та {\displaystyle (y_{1},y_{2},y_{3},\tau )} в одній інерціальній системі відліку {\displaystyle F}, та з координатами {\displaystyle (x'_{1},x'_{2},x'_{3},t')} і {\displaystyle (y'_{1},y'_{2},y'_{3},\tau ')} в іншій інерціальній системі відліку {\displaystyle F'}, то {\displaystyle \tau -t=\tau '-t'}. Далі, якщо {\displaystyle \tau -t=\tau '-t'=0}, то
{\displaystyle \quad {\sqrt {(x_{1}-y_{1})^{2}+(x_{2}-y_{2})^{2}+(x_{3}-y_{3})^{2}}}}
{\displaystyle ={\sqrt {(x'_{1}-y'_{1})^{2}+(x'_{2}-y'_{2})^{2}+(x'_{3}-y'_{3})^{2}}}}.

### Перетворення Лоренца
Принципу інваріантності просторово-часового інтервалу відповідають перетворення між координатами події при переході від однієї інерційної системи відліку до іншої, які отримали назву перетворень Лоренца. Для часткового випадку двох систем відліку K та K′, друга з яких рухається зі швидкістю v відносно першої вздовж координати x1, вони мають вигляд:
{\displaystyle x'={\frac {x_{1}-vt}{\sqrt {1-{v^{2}}/{c^{2}}}}},\quad x_{2}'=x_{2},\quad x_{3}'=x_{3},\quad t'={\frac {t-(v/c^{2})x_{1}}{\sqrt {1-{v^{2}}/{c^{2}}}}}},
де {\displaystyle x_{1},x_{2},x_{3},t} — координати події в системі K; {\displaystyle x_{1}',x_{2}',x_{3}',t'} — координати тієї ж події в системі K′; v — відносна швидкість двох систем; c — швидкість світла.
Наслідком цих співвідношень є те, що відрізки часу й відстані в різних інерційних системах відліку мають різні значення.
Аналогічні перетворення справедливі для будь-якої векторної або тензорної фізичної величини, що задаються 4-векторами й 4-тензорами. Фізичні закони, записані через 4-вектори й 4-тензори, залишаються однаковими у всіх інерційних системах відліку. Така форма запису називається лоренц-коваріантною.

## Рівняння руху
Спеціальна теорія відносності вимагає того, щоб будь-які рівняння фізики записувалися однаково в довільній інерційній системі відліку. Ця вимога автоматично виконується, якщо рівняння руху записані в лоренц-коваріантній формі, тобто через 4-вектори та 4-тензори.

### Основні рівняння електродинаміки
Основні рівняння електродинаміки є лоренц-коваріантними і не потребують жодних модифікацій при переході до теорії відносності. Через 4-тензор електромагнітного поля {\displaystyle F_{ik}} вони записуються так (СГСГ):
{\displaystyle {\frac {\partial F_{ik}}{\partial x^{j}}}+{\frac {\partial F_{kj}}{\partial x^{i}}}+{\frac {\partial F_{ji}}{\partial x^{k}}}=0}.
{\displaystyle {\frac {\partial F^{ik}}{\partial x^{k}}}=-{\frac {4\pi }{c}}j^{i}}.
де {\displaystyle j^{i}} — 4-вектор густини електричного струму.

### Рівняння механіки
Основне рівняння класичної механіки, друге рівняння Ньютона, інваріантне відносно перетворень Галілея. При переході до спеціальної теорії відносності воно змінюється і набирає вигляду:
{\displaystyle {\frac {dp^{i}}{ds}}=f^{i}},
де {\displaystyle p^{i}} — 4-імпульс, s — просторово-часовий інтервал, {\displaystyle f^{i}} — 4-вектор сили:
{\displaystyle f^{i}=\left({\frac {\mathbf {F} \cdot \mathbf {v} }{\sqrt {1-v^{2}/c^{2}}}},{\frac {\mathbf {F} }{\sqrt {1-v^{2}/c^{2}}}}\right)}.
При малих швидкостях релятивістське рівняння руху переходить у класичне друге рівняння Ньютона, але при великих швидкостях з'являються відмінності, завдяки яким рівняння стає лоренц-інваріантним.

## Наслідки

### Причинність

Схематичне зображення світлового конуса. Точка А — точка спостерігача, точка В — одна з точок абсолютного майбутнього, точка С — сучасна подія щодо спостерігача в одній із інерційних систем відліку.

Спеціальна теорія відносності встановлює максимальну можливу швидкість руху тіла — швидкість світла. Ця швидкість задає також максимально можливу швидкість передачі сигналу. Швидкість світла — це універсальна фізична стала, що входить до рівнянь Максвела. Реальна швидкість розповсюдження електромагнітних хвиль, тобто світла, в реальному вакуумі близька до неї, але не дорівнює їй точно.
Оскільки швидкість розповсюдження сигналу скінченна, то певна подія, що відбулася в певній точці простору в певний момент часу, не може вплинути на іншу подію в іншій точці простору в інший момент часу, якщо між ними не встигне пройти сигнал. Теорія відносності відкидає принцип далекодії, на якому побудована Ньютонівська механіка, заміняючи його принципом близькодії.
Подія, що відбулася в точці простору з координатами {\displaystyle x_{1},x_{2},x_{3}} у момент часу {\displaystyle t}, може вплинути на подію, що відбулася в точці {\displaystyle x_{1}',x_{2}',x_{3}'} у момент часу {\displaystyle t'}, якщо
{\displaystyle c|t-t'|>{\sqrt {(x_{1}-x_{1}')^{2}+(x_{2}-x_{2}')^{2}+(x_{3}-x_{3}')^{2}}}}.
Просторово-часовий інтервал є інваріантом відносно перетворень Лоренца, а тому ця нерівність справедлива одночасно в усіх інерційних системах відліку. Такі події називають розділеними часоподібним інтервалом. Якщо {\displaystyle t'>t}, то друга подія (позначена штриховими координатами) відбувається в абсолютному майбутньому відносно першої. Якщо {\displaystyle t'<t}, то друга подія відбувається в абсолютному минулому відносно першої.
Якщо {\displaystyle c|t-t'|<{\sqrt {(x_{1}-x_{1}')^{2}+(x_{2}-x_{2}')^{2}+(x_{3}-x_{3}')^{2}}}},
то сигнал від першої події не може досягнути другої події, отже перша подія не може вплинути на другу. Говорять, що такі події розділені простороподібним інтервалом. Приналежність інтервалу до простороподібних є інваріантом, а от послідовність подій в простороподібному інтервалі — відносна, тобто залежить від системи відліку. Якщо t' > t в одній системі відліку, то можна знайти іншу систему відліку, в якій ця нерівність буде протилежною. Майбутнє й минуле для простороподібного інтервалу між подіями не є абсолютним.
Рівняння
{\displaystyle c|t-t'|={\sqrt {(x_{1}-x_{1}')^{2}+(x_{2}-x_{2}')^{2}+(x_{3}-x_{3}')^{2}}}}
задає світловий конус, який розмежовує області простору, події між якими можуть бути причинно зв'язані від областей простору, де причинний зв'язок неможливий.

### Електромагнітне поле
До появи теорії відносності електромагнітна хвиля уявлялась подібною до інших хвиль, наприклад, звукових, як хвиля зміщень в ефірі. Теорія відносності відкидає існування ефіру. Отже, електромагнітне поле розповсюджується не в середовищі, а в просторі, й тому набуває сутності, матеріальності.
У рамках нерелятивістської фізики два заряди, що взаємодіють між собою за законом Кулона, миттєво відчувають зміщення один одного. В релятивістській фізиці, заряд відчуває зміщення іншого тільки через деякий час, потрібний для того, щоб від одного тіла до іншого дійшла електромагнітна хвиля. Це явище називається запізнюванням. Крім того, для передачі взаємодії потрібен посередник. Для заряджених тіл, таким посередником є електромагнітна хвиля, для гравітаційної взаємодії таким посередником повинно бути збудження гравітаційного поля — гравітаційна хвиля.

### Співвідношення між енергією та масою
Одним з наслідків спеціальної теорії відносності є те, що енергія тіла та її імпульс утворюють 4-вектор, квадратична форма якого є інваріантом, тобто не залежить від системи відліку:
{\displaystyle E^{2}/c^{2}-p^{2}=m^{2}c^{2}}.
У системі відліку, зв'язаній з тілом, його імпульс дорівнює нулю, і:
{\displaystyle E=mc^{2}},
що є знаменитою формулою Ейнштейна.
Значення цієї формули в тому, що вона встановлює шкалу відліку енергії. До спеціальної теорії відносності енергія тіла визначалася тільки з точністю до довільної сталої. Спеціальна теорія відносності зв'язує мінімальну енергію тіла {\displaystyle mc^{2}} з його масою.

### Сповільнення часу
Одним із наслідків спеціальної теорії відносності є те, що фізичні процеси в тілі, що рухається на погляд нерухомого спостерігача відбуваються повільніше. Якщо певний процес в рухомій системі триває час {\displaystyle \Delta t}, то для нерухомого спостерігача він протікає за час
{\displaystyle \Delta t'={\frac {\Delta t}{\sqrt {1-v^{2}/c^{2}}}}>\Delta t},
де v — швидкість відносного руху.
Особливістю цього твердження є те, що з точки зору спостерігача в «рухомій» системі відліку аналогічне сповільнення процесів відбувається в «нерухомій» системі відліку, оскільки рух є відносним. Це породжує парадокс близнюків, розв'язання якого полягає в тому, що обидва спостерігачі можуть звірити свої годинники тільки тоді, коли швидкості руху їхніх систем відліку вирівняються, для чого принаймні одному з них доведеться рухатися з прискоренням, а опис прискореного руху виходить за рамки спеціальної теорії відносності.

### Скорочення довжини
Довжина предмета, що рухається, в будь-якій інерційній системі відліку менша, ніж у системі, пов'язаній з тілом:
{\displaystyle l=l_{0}{\sqrt {1-v^{2}/c^{2}}}},
де {\displaystyle l_{0}} — довжина тіла в системі, зв'язаній з ним, {\displaystyle l} — довжина в рухомій системі, {\displaystyle v} — швидкість рухомої системи відносно системи, зв'язаної з тілом.
Скорочення відбувається тільки з виміром тіла вздовж напрямку руху. Два інші виміри залишаються незмінними.

### Відносність одночасності
Один із ключових ефектів СТВ стверджує, що одночасність подій у Всесвіті залежить від спостерігача.

## Спеціальна теорія відносності та квантова механіка
У квантовій механіці релятивістські частинки описуються рівняннями, розв'язки яких задовольняють співвідношенню між енергією та імпульсом у вигляді:
{\displaystyle E^{2}=p^{2}c^{2}+m^{2}c^{4}}.
Таким рівнянням є, наприклад, рівняння Клейна — Ґордона, що описує частинки із нульовим спіном. Ферміони, такі як електрони, описуються іншим релятивістським квантовим рівнянням — рівнянням Дірака.
Сучасні фізичні теорії, наприклад, квантова електродинаміка, квантова хромодинаміка, теорія струн тощо, будуються одразу в лоренц-коваріантній формі, автоматично задовольняючи умові того, що всі закони руху повинні виглядати однаково в будь-якій системі відліку.

## Виноски
1. ↑  Einstein A. Zur Elektrodynamik bewegter Körper // Ann. Phys. (Berlin) — Leipzig: Wiley-VCH Verlag, 1905. — Vol. 322, вип. 17. — S. 891–921. — 270 с. — ISSN 0003-3804; 1521-3889 — doi:10.1002/ANDP.19053221004
2. 1 2  Ландау Л. Д., Лифшиц Е. М. Теория поля // Теоретическая физика. — М. : Физматлит, 2006. — Т. 2. — 536 с.
3. ↑  Рекомендовано позначати фізичну сталу швидкість світла символом {\displaystyle c_{0}}, щоб відрізнити її від реальної швидкості розповсюдження електромагнітних хвиль у реальному просторі, яку рекомендується позначати символом {\displaystyle c}.
4. ↑  Ребенко О. Л. Основи сучасної теорії взаємодіючих квантованих полів. — К. : Наукова думка, 2007. — 539 с.